# Vola mio mini pony (singolo)
Vola mio mini pony è il trentesimo singolo della cantante italiana Cristina D'Avena, pubblicato nel 1987 e distribuito da C.G.D. Messaggerie Musicali S.p.A.

## La canzone
Vola mio mini pony è una canzone scritta da Alessandra Valeri Manera su musica e arrangiamento di Ninni Carucci come sigla italiana per le due serie animate del franchise My Little Pony del 1984 e 1992. Il lato B del 45 giri ospita la versione strumentale della canzone. 
Nel 1988 la base musicale di Carucci fu utilizzata anche per la sigla francese Le monde enchanté de Lalabel dell'anime omonimo e nel 1990 per quella spagnola La panda de Julia. Anche in questi casi i lati B dei 45 giri ospitano la versione strumentale del brano.
Vola mio mini pony è una delle canzoni più popolari del repertorio di Cristina D'Avena ed è stata inclusa in numerosi album e raccolte, a partire da Mio Mini Pony del 1987. Nel 2018 la canzone viene interpretata di nuovo dall'artista in una nuova versione in duetto con Elodie e pubblicata nell'album Duets Forever - Tutti cantano Cristina.

## Tracce
- LP: FM 13156

Lato A
Testi di Alessandra Valeri Manera, musiche di Carmelo Carucci; edizioni musicali Canale 5 Music.
1. Cristina D'Avena – Vola mio mini pony – 2:45

Lato B
Testi di Alessandra Valeri Manera, musiche di Carmelo Carucci; edizioni musicali Canale 5 Music.
1. Cristina D'Avena – Vola mio mini pony (strumentale) – 2:45

## Produzione
- Alessandra Valeri Manera – Produzione artistica e discografica
- Direzione Creativa e Coordinamento Immagine Mediaset – Grafica
- Hasbro Bradley, Inc. – Detentore del Copyright My Little Pony

## Produzione e formazione del brano
- Carmelo Carucci – tastiera
- Piero Cairo – programmazione synth
- Giorgio Cocilovo – chitarre
- Paolo Donnarumma – basso
- Flaviano Cuffari – batteria
- i Piccoli Cantori di Milano – cori
- Niny Comolli – direzione cori
- Laura Marcora – direzione cori

## Pubblicazioni all'interno di album e raccolte
Vola mio mini pony è stata pubblicata all'interno di alcuni album e raccolte della cantante:
| Anno | Album                                                                           | Titolo             | Versione                                            |
| ---- | ------------------------------------------------------------------------------- | ------------------ | --------------------------------------------------- |
| 1987 | Mio mini pony                                                                   | Vola mio mini pony | Versione originale                                  |
| 1987 | Mio mini pony                                                                   | Vola mio mini pony | Base musicale strumentale                           |
| 1987 | Cristina D'Avena con i tuoi amici in TV                                         | Vola mio mini pony | Versione originale                                  |
| 1987 | Fivelandia 5                                                                    | Vola mio mini pony | Versione originale                                  |
| 1987 | Fivelandia TV                                                                   | Vola mio mini pony | Videoclip utilizzato per la trasmissione televisiva |
| 1989 | Cristina D'Avena e i tuoi amici in TV 3                                         | Vola mio mini pony | Versione originale                                  |
| 1991 | I grandi successi di Fivelandia                                                 | Vola mio mini pony | Versione originale                                  |
| 1992 | Cantiamo con Cristina - Cuccioli in erba                                        | Vola mio mini pony | Videoclip utilizzato per la trasmissione televisiva |
| 1992 | Cantiamo con Cristina - Cuccioli in erba                                        | Vola mio mini pony | Versione originale                                  |
| 1992 | Cantiamo con Cristina - Cuccioli in erba                                        | Vola mio mini pony | Base musicale con coro                              |
| 1997 | Un mondo di amici                                                               | Vola mio mini pony | Versione originale                                  |
| 2002 | Cristina D'Avena e i tuoi amici in TV 15                                        | Vola mio mini pony | Versione originale                                  |
| 2002 | Greatest Hits                                                                   | Vola mio mini pony | Versione originale                                  |
| 2003 | Greatest Hits - Volume 1                                                        | Vola mio mini pony | Versione originale                                  |
| 2004 | Cartoon Story                                                                   | Vola mio mini pony | Versione originale                                  |
| 2005 | Cartoonlandia Girls                                                             | Vola mio mini pony | Versione originale                                  |
| 2006 | Fivelandia 5 & 6                                                                | Vola mio mini pony | Versione originale                                  |
| 2006 | Fivelandia 5                                                                    | Vola mio mini pony | Versione originale                                  |
| 2011 | Nella bella fattoria                                                            | Vola mio mini pony | Versione originale                                  |
| 2011 | Il meglio di Cristina D'Avena                                                   | Vola mio mini pony | Versione originale                                  |
| 2012 | Bim Bum Bam Compilation                                                         | Vola mio mini pony | Versione originale                                  |
| 2012 | Il valzer del moscerino presenta - La bella fattoria                            | Vola mio mini pony | Versione originale                                  |
| 2012 | 30 e poi... - Parte prima                                                       | Vola mio mini pony | Versione originale                                  |
| 2015 | Fivelandia Story                                                                | Vola mio mini pony | Versione originale                                  |
| 2017 | I grandi classici - Le sigle storiche dei cartoni di Canale 5, Italia 1, Rete 4 | Vola mio mini pony | Versione originale                                  |
| 2018 | Le più belle sigle TV di Bim Bum Bam                                            | Vola mio mini pony | Versione originale                                  |
| 2018 | Duets Forever – Tutti cantano Cristina                                          | Vola mio mini pony | Versione 2018 in duetto Elodie                      |
| 2018 | Duets + Duets Forever – Tutti cantano Cristina                                  | Vola mio mini pony | Versione 2018 in duetto Elodie                      |
| 2018 | Fivelandia Reloaded - Volume 5                                                  | Vola mio mini pony | Versione originale                                  |